# Agelena maracandensis
Agelena maracandensis är en spindelart som först beskrevs av Dmitry Evstratievich Kharitonov 1946.  Agelena maracandensis ingår i släktet Agelena och familjen trattspindlar. Inga underarter finns listade i Catalogue of Life.